# Lemon of Troy
Lemon of Troy (titulado El limón de Troya en Hispanoamérica y El limonero de Troya en España) es el penúltimo episodio perteneciente a la sexta temporada de la serie animada Los Simpson, emitido originalmente el 14 de mayo de 1995. El episodio fue escrito por Brent Forrester y dirigido por Jim Reardon.

## Sinopsis

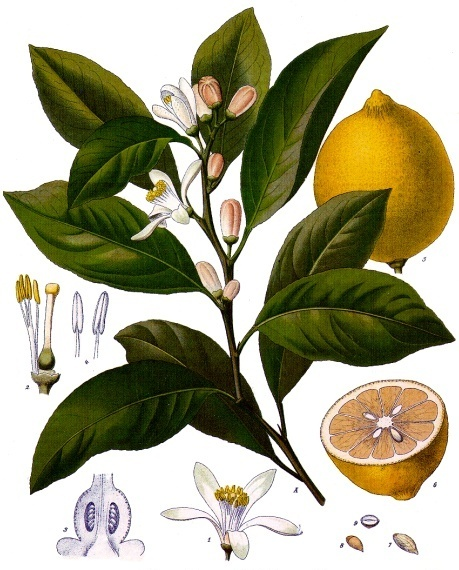
La trama de este episodio gira en torno a un limonero.

Cuando Marge atrapa a Bart escribiendo sobre cemento fresco, le da un sermón sobre "el sentido de pertenencia", la importancia de demostrar orgullo y respeto por su ciudad. Luego de eso, el niño nota lo maravilloso que era vivir en Springfield. En consecuencia, Bart se vuelve más hostil con sus vecinos de Shelbyville, su ciudad archienemiga. 
El Abuelo, luego, les explica a todos los niños que la rivalidad entre Springfield y Shelbyville databa de cuando se habían establecido ambas ciudades. Cuando sus respectivos fundadores (Jebediah Springfield y Shelbyville Manhattan) estaban juntos, habían surgido diferencias irreconciliables, ya que Springfield quería mantener la pureza entre sus habitantes y Shelbyville deseaba casarse entre primos. Desde ese momento, la gente de Springfield celebró la fundación de su pueblo plantando el limonero.
Al día siguiente, el árbol limonero de Springfield es robado por los niños de Shelbyville. Tomando valor y por el gran orgullo que sentía por su ciudad, Bart lleva a Milhouse, Nelson, Martin, Todd y Database a una cruzada en Shelbyville para recuperar su árbol. El grupo se separa y tienen varios problemas de orientación. Bart se disfraza y se infiltra entre los niños de Shelbyville, aunque es descubierto al escribir un graffiti en contra de la ciudad y termina en una zona para alimentar a los tigres, de la que sale a tiempo aprendiendo los números romanos. Después de unas horas, descubren que el limonero estaba custodiado en un estacionamiento.
Mientras tanto, en Springfield, Homer lidera a un grupo de adultos para buscar a los niños, usando la casa rodante de Ned Flanders. Cuando los dos grupos se encuentran, los niños convencen a los adultos de ayudarlos a recuperar el árbol. Homer les exige a los de Shelbyville que le devolvieran el árbol, pero el dueño del estacionamiento se niega a hacerlo. Entonces, usando un plan similar al del Caballo de Troya, Ned estaciona la casa rodante enfrente del hospital. Un habitante de Shelbyville, precisamente el dueño del estacionamiento, encuentra la casa rodante y la remolca hacia el lugar en donde estaba el árbol. Cuando cae la noche, los habitantes de Springfield salen del remolque y atan el árbol a su techo. Cuando estaban escapando, son vistos, pero logran huir con el árbol, aunque éste llega un tanto dañado igual que a la casa rodante de Flanders, quién de todas formas tuvo que pagar la multa por estacionarse en un lugar prohibido. Al día siguiente, con el limonero parcialmente intacto, los niños de Springfield celebran su truinfo bebiendo limonada, mientras que los de Shelbyville deben beber jugo de remolacha y escuchar una historia inventada sobre el limonero para cubrir el fracaso de sus héroes.

## Producción
Brent Forrester escribió "El limonero de Troya", su segundo episodio de Los Simpson. Jim Reardon lo dirigió. Cuando el episodio se encontraba a principios de la etapa de producción, los guionistas decidieron que el líder de los niños de Shelbyville, Shelby, y su padre deberían ser similares a Bart y a Homer. Tress MacNeille realizó la voz de Shelby, y Hank Azaria la de su padre, basando su actuación en Walter Matthau. El actor de voz que interpreta a Homer, Dan Castellaneta, originalmente basó su actuación en Matthau.
Los guionistas querían que los niños de Springfield encontraran un área libre de la ciudad, por lo que los animadores diseñaron una ciudad completamente nueva. Dibujaron varias escenas de niños corriendo por prados y colinas sin rastros de contaminación. Los animadores colorearon las áreas naturales de Shelbyville en un tono más oscuro comparándolo con Springfield.